# Konrad Eubel
Konrad Eubel ou Conradus Eubel (19 de janeiro de 1842 – 5 de fevereiro de 1923) foi um historiador franciscano da Alemanha. Sua obra de referência, a Hierarchia Catholica Medii Aevi, que apresenta uma versão mais detalhada da série episcoporum Ecclesiae Catholicae de Pius Bonifacius Gams, cobrindo o período de 1198 a 1592 com informações sobre os papas, cardeais e bispos da época, é o que o torna mais conhecido. Além disso, ele foi autor de trabalhos sobre a história da província franciscana da Alta Alemanha e editor de um  bullarium franciscano.